# Francisco Trujillo Garcia
Francisco Trujillo Garcia (1519 - 14 de novembro de 1592) foi um prelado católico romano que serviu como bispo de Leão (1578–1592).

## Biografia
Francisco Trujillo Garcia nasceu em Cañicera, em Espanha, em 1519. No dia 5 de setembro de 1578, foi nomeado bispo de Leão durante o papado de Gregório XIII. Em 1578, foi consagrado bispo por Filippo Sega, bispo de Piacenza, com Diego de Simancas, bispo de Zamora, e Diego de la Calzada, bispo auxiliar de Toledo, servindo como co-consagradores. Serviu como Bispo de Leão até à sua morte a 14 de novembro de 1592. Enquanto bispo, foi o principal co-consagrador de Juan Ruiz Agüero, bispo de Zamora (1584), e Pedro Castro Quiñones, arcebispo de Granada (1590).